# Kastrítsa
Kastrítsa (Kastritsa) är en ort i Grekland.   Den ligger i prefekturen Nomós Ioannínon och regionen Epirus, i den centrala delen av landet, 300 km nordväst om huvudstaden Aten. Kastrítsa ligger 504 meter över havet och antalet invånare är 557.
Terrängen runt Kastrítsa är huvudsakligen kuperad, men norrut är den bergig. Runt Kastrítsa är det ganska glesbefolkat, med 35 invånare per kvadratkilometer. Närmaste större samhälle är Ioánnina, 7,1 km nordväst om Kastrítsa. Trakten runt Kastrítsa består till största delen av jordbruksmark.